# 元祖たこ昌
株式会社元祖たこ昌（がんそたこまさ）は、大阪府大阪市中央区に本社を置く、たこ焼きを製造・販売する企業である。

## 会社概要
関西では「たこ昌のたこ焼き」というキャッチフレーズでCMも放送している。

## 沿革
- 1969年6月 - 株式会社海善として設立。当時は業務用海苔を販売していた。
- 1974年 - 持帰り寿司店に転換
- 1980年 - たこ焼き販売を開始。
- 1984年 - たこ焼きの冷凍技術を確立。
- 1988年 - 株式会社海善より分社化、株式会社元祖たこ昌を設立。

## 店舗
- 道頓堀本店 - 大阪市中央区道頓堀1丁目4-15
- 新大阪駅店 - 大阪市淀川区西中島5丁目16-1
- 関西空港店 - 大阪府泉佐野市泉州空港北 1番地旅客ターミナルビル2F
- 竹粋亭浜寺店 - 大阪府堺市西区浜寺石津町西1丁目338-1
- 竹粋亭鳳店 - 大阪府堺市西区鳳東町5丁目508-2